# Pierre Duny-Pétré
Pierre Duny-Pétré, également connu sous les pseudonymes de Piarres Hegitoa, Jon Donipetry ou Garaziko Manex, né à Saint-Jean-Pied-de-Port le 3 avril 1914 et mort dans la même ville le 24 mars 2005, est un écrivain de citoyenneté française et de langue basque. 

## Biographie
Après des études de philosophie à l'université d'Aix-en-Provence, il intègre le 81e régiment d'infanterie alpine. Prisonnier de guerre en Allemagne après la défaite de juin 1940, Pierre Duny-Pétré parvient toutefois à s'évader après plusieurs tentatives infructueuses. En 1942, iI entre dans la Résistance auprès de son oncle le lieutenant-colonel Jean-Baptiste Pétré, chef régional de l'Armée secrète (AS) à Marseille. À ce titre, il participe à la libération de cette ville en août 1944. Par la suite, il reprend des études de lettres à Toulouse et rejoint les services du contre-espionnage français (DST), puis la police nationale où il effectue toute sa carrière professionnelle.
Pierre Duny-Pétré collabora à de nombreuses revues d'expression basque sous la forme de poésies et d'articles (Herria, Gure Herria, Enbata, Elgar, Gure Almanaka, Pan Pin) et il fut nommé membre correspondant  de l'Académie de la langue basque en 1963, conseiller pour le dialecte bas-navarrais.
Son livre Xirula Mirula, plusieurs fois réédité, est un recueil de comptines et de jeux offrant un témoignage concernant sur les pratiques des enfants bascophones et la littérature orale de Basse-Navarre durant la première moitié du XXe siècle.
La totalité de son œuvre littéraire en langue basque a été rassemblée dans un ouvrage, Idazlanak, publié en 2014 par l'association culturelle Euskaltzaleen Biltzarra qui lui a rendu hommage dans sa ville natale, Saint-Jean-Pied-de-Port pour le dixième anniversaire de sa disparition. Plusieurs académiciens et écrivains basques, tels que Jean-Louis Davant, Jean Haritschelhar ou Antton Luku ont présenté ou analysé dans leurs écrits, l'œuvre de Pierre Duny-Pétré.

## Œuvres
- Formules de salut et de souhaits employés en Basse-Navarre, 1957[4].
- Jurons et injures actuellement employés en Basse-Navarre, 1957[5].
- « Formulettes enfantines, rengaines traditionnelles et proverbes basques », Actas del tercer congreso internacional de estudios pirenaicos, Gerona, 1958, Saragosse, Instituto de estudios pirenaicos, Consejo superior de investigaciones cientificas,‎ 1963, p. 33-43.
- Trois textes folkloriques de Basse-Navarre orientale, Saint-Sébastien, Real sociedad vascongada de los Amigos del País, 1959.
- « Basa jauna ou le Seigneur sauvage dans les légendes basques », Société de Sciences Lettres et Arts de Bayonne, no 92 (p. 85-105), 93 (p. 117-160) et 94 (p. 177-226),‎ 1960.
- « Notes sur le parler populaire basque de Basse-Navarre orientale », Quatrième congrès international d’études pyrénéennes, Pau et Lourdes,‎ 1962.
- Recherches sur les couplets perdus de vieilles chansons basques : eko hazila-abendoa, Gure Herria, 1962, p. 339-352.
- Xirula Mirula, l'enfant basque depuis le bébé jusqu'à l'adulte : à travers ses amusements, ses terreurs naïves, ses formulettes récréatives, burlesques & superstitieuses, Bayonne, Eusko press, 1966, 203 p. (BNF 37037595)[6].
- Quelques Basques dans la tourmente (1939-1945) (lire en ligne).
- Colonel Pétré-ren, chef régional de l'AS à Marseille, biographie et archives (lire en ligne).
- Idazlanak, Eskualtzaleen biltzarra, Bayonne, 2014, 230 p. (lire en ligne).